# Muaro Sakai Inderapura
Muaro Sakai Inderapura is een bestuurslaag in het regentschap Zuid-Pesisir van de provincie West-Sumatra, Indonesië. Muaro Sakai Inderapura telt 7468 inwoners (volkstelling 2010).